# Josef Páleníček
Josef Páleníček (19. července 1914 Travnik v Bosně a Hercegovině – 7. března 1991 Praha) byl český klavírní virtuos, hudební skladatel a hudební pedagog. Byl dlouholetým členem Českého tria a profesorem klavírní hry na pražské Akademii múzických umění. Jeho syn Jan Páleníček je českým violoncellistou. Jeho vnuk Jean-Gaspard Páleníček je česko-francouzským básníkem.

## Život
Josef Páleníček byl nadaný pianista. Obzvláště vynikající je jeho provedení děl Martinů. a Janáčka a během hudební dráhy interpretoval také Klavírní koncert č. 4 a Klavírní sonáty č. 23 a č. 32 Ludwiga van Beethovena, Klavírní sonátu č. 3 Johannese Brahmse či skladby francouzských impresionistů (Claude Debussy, Albert Roussel, Maurice Ravel, César Franck, Francis Poulenc).
Jeho klavírní hra vynikala rytmickou strukturou interpretačního projevu a to především v jeho nahrávkách, kde právě tento klad uplatnil v klavírním koncertu č. 3 a č. 4 Bohuslava Martinů nebo v klavírních skladbách Leoše Janáčka (např. klavírní sonáta, capriccio, nebo concertino).
Josef Páleníček byl také skladatelem, pedagogem a kulturně politickým pracovníkem. Hru na klavír studoval již za svých gymnaziálních let na pražské konzervatoři (absolvoval 1933) a potom na její mistrovské škole u K. Hoffmeistera (1933–1938). Zároveň vystudoval právnickou fakultu Karlovy univerzity. V kompozici byl žákem O. Šína (1930–1933), na mistrovské škole V. Nováka (1933–1936).
V létech 1936 až 1937 studoval klavír na École normal de musique v Paříži, v kompozici byl žákem A. Roussela (1936–1938). Koncertní činnosti se Páleníček soustavně věnoval od roku 1936, od roku 1949 byl sólistou České filharmonie (1957 též Moravské filharmonie v Olomouci. Kromě sólové dráhy hrál soustavně v komorních souborech (od r. 1934 byl členem Smetanova, později Českého tria). Josef Páleníček působil v porotě klavírní soutěže Paloma O'Shea Santander v roce 1984.
Nástrojová hudba v Páleníčkově tvorbě zcela převládá; mezi žánry uměleckým významem dominantní postavení má nástrojový koncert (9 děl); do vzniku řady zdařilých a „na tělo šitých“ instrumentálních skladeb se jako inspirativní podnět promítly přátelské vztahy k sólistům (např. klarinetistovi Milan Kostohryzovi, violoncellistům Miloši Sádlovi a Sašovi Večtomovovi, kontrabasistovi Františku Hertlovi, klavíristovi Rudolf Firkušnému aj.); pedagog Páleníček vyhradil ve svém díle celou skupinu prací instruktivním účelům. Z hlediska dobových proměn v utváření hudebního slohu 20. století se stala konstantou Páleníčkova skladatelského stylu nejprve neobarokní a neoklasicistní orientace, kterou si jako hlavní zkušenost přinesl z pařížského studijního pobytu.
V konzultacích u Alberta Roussela a v koncertech Tritonu a Mladé Francie poznal řadu komorních novinek té doby (Maurice Ravela, Albert Roussela, Igora Stravinského, členy pařížské „Šestky“, Pierre Ferrouda, Sergeje Prokofjeva, Bély Bartóka, André Joliveta a také Bohuslava Martinů). Páleníčkova cesta od Nováka k Rousselovi byla velmi obdobná cestě B. Martinů od Josefa Suka k Rousselovi. Pařížské zkušenosti ho orientovaly k prohloubenému vztahu k původním, nestylizovaným zdrojům lidové hudebnosti ruské, francouzské, maďarské, české. To, co v tomto smyslu uslyšel v nových dílech o 24 let staršího Martinů, propojilo se s vlastními zážitky z dětství (v Lukovečku na Fryštácku), kde poznal písně hodovní i nábožné, koledy i ukolébavky, vážné chorály i zvonivé cimbálové kapely.
Z těchto autentických zdrojů rostla pak Páleníčkova hudební řeč po celý jeho další tvůrčí vývoj. Romanticky pojaté neobarokní rysy ustoupily po válce méně patetickým a v afektech střízlivějším, v tematické práci a tektonice přehlednějším rysům neoklasicistním, avšak nikdy zcela nevyprchaly a později - jako např. v Jitřence z Poémy o člověku – nabyly opět významu a poslání. Páleníčkův neobarokní a neoklasicistní sklon propojený s moravskou lidovou intonací, měl v sobě navíc skrytou tendenci potřeby emocí. Proto v něm nikdy nepřevážil konstruktivisticky racionální záměr a raději porušil „čistotu“ přijatého směrového či teoretického principu. Zvláště robustní se stala Klavírní sonáta, za niž získal cenu Komorního spolku a jíž také roku 1938 u Karla Hoffmeistra absolvoval jako klavírista (když už předtím strhla v Paříži Alfreda Cortota).

## Dílo (výběr)

### Klavírní
- Sonáta pro klavír (1936)
- Klavírní skicář, cyklus pěti skladeb (1939)
- České pohádky pro klavír (1940)
- Interludium, z 1. obrazu baletu Kytice (1984)

### Varhanní
- Píseň tuláka, skladba pro elektrofonické varhany (1956)
- Varhanní interludium, z 6. obrazu oratoria Poema o člověku (1961)

### Komorní
- Klavírní trio (1933)
- Klavírní kvintet (1933)
- Preludium a capriccio pro housle a klavír (1935)
- Sonáta pro klarinet a klavír (1936)
- Suita pro violoncello a klavír (1938)
- Chorálové variace pro violoncello a klavír (1942)
- Malá suita pro klarinet a klavír (1943)
- Smyčcový kvartet (1954)
- Masky. Dva kusy pro saxofon a klavír (1957)
- Nénie pro housle a klavír (1957)
- Preludium a Capriccio pro housle a klavír (1958)
- Suita piccola pro housle a klavír (1958)
- Variace na vlastní téma pro violoncello a klavír (1972)
- Rondo concertante pro violoncello a kytaru (1972)
- Ze zápisníku malého chlapce, sedm malých skladeb pro violoncello, fagot nebo basklarinet a klavír (1972)
- Suita in modo antico pro violoncello a kytaru (1973)
- Koncertní etudy pro kontrabas a klavír (1975)
- Immagini pro flétnu, basklarinet, klavír a bicí nástroje (1976)
- Tre Concertini per clarinetto e pianoforte (1977)

### Orchestrální
- Koncert č. 1 pro klavír, smyčcový orchestr a tympány (1940)
- Koncert pro saxofon a orchestr (1944)
- Concertino pro orchestr (1945)
- Koncert č. 2 pro klavír a orchestr (1952)
- Koncert pro flétnu a orchestr (1955)
- Concertino da camera pro klarinet a orchestr (1957)
- Koncert č. 3 pro klavír a malý orchestr (1961)
- Symfonické variace (1971)
- Koncert pro violoncello a orchestr (1973)
- Symfonietta pro smyčcový orchestr (1975)
- Lilie, symfonický obraz na námět K. J. Erbena (1981)
- Poklad, symfonický obraz na námět K. J. Erbena (1981)

### Vokální
- Na skle dveří, píseň pro soprán a klavír (1939)
- Koncert pro orchestr a mužský sbor (1945)
- Písně na čínskou poezii pro soprán nebo baryton a klavír v překladech B. Mathesia (1947)
- Zaváté stopy, cyklus mužských sborů (1958)
- Poéma o člověku, oratorium pro sóla, smíšený sbor, velký orchestr, lidový sbor a lidové zpěváky a dětský sbor (1961)
- Triové sonáty pro hoboj, mezzosoprán a klavír (1965)
- Měsíc nad My Lai pro mezzosoprán nebo alt a klavír (1971)
- Počítadlo pro dětský sbor, klavír, trubku, klarinet a bicí (1973)
- Zdravice Únoru, symfonická předehra pro orchestr a mužský sbor (1974)
- Rybník u dvou sluncí, čtyři pastorely pro dětský sbor a komorní soubor (1978)
- Quetzalcoatl, symfonické dialogy pro sóla a orchestr (1983)
- Tři melodramy na básně Ivana Skály (1984)

### Scénická
- Kytice, balet (1984)